# Bataille de Hoke's Run
Guerre de Sécession
Batailles
Campagne de Manassas
- 1er Fairfax Court House
- Arlington Mills
- Vienna
- Hoke's Run
- Blackburn's Ford
- 1er Bull Run

La bataille de Hoke's Run est une bataille de la guerre de Sécession qui se déroula le 2 juillet 1861, dans le comté de Berkeley.

## Contexte
La bataille de Hoke’s Run, également connue sous le nom de bataille de Falling Waters ou bataille de Hainesville, s’est déroulée en Virginie-Occidentale, dans le cadre de la campagne de Manassas. C'est un épisode remarquable comme un engagement précoce du colonel confédéré Thomas J. Jackson et de sa brigade de volontaires de Virginie, dix-neuf jours avant l’apparition de leur célèbre surnom. Agissant précisément sur les ordres d’un officier supérieur sur la façon d’opérer face à un ennemi supérieur, les forces de Jackson résistèrent brièvement aux forces de l’Union du général Robert Patterson, puis se retirèrent lentement sur plusieurs kilomètres.

### Source
- (en) Cet article est partiellement ou en totalité issu de l’article de Wikipédia en anglais intitulé « Battle of Hoke's Run » (voir la liste des auteurs).